# Guiu de Lucània
Guiu o Guiu de Lucània o Sant Vit (Mazara del Vallo, Sicília, segle iv – Lucània, 15 de juny de 303) és un màrtir i sant que forma part del grup de Sants Auxiliadors. La seva festa tradicional se celebra el 15 de juny i, des del 1969 a Occident, el 12 de juny. No s'ha de confondre amb Sant Guiu de Pomposa, monjo del segle xi, la festivitat del qual se celebra el 31 de març.

## Hagiografia
Gairebé no tenim dades de la seva vida: que era fill d'un pagà sicilià i va estar empresonat durant set anys a causa de la seva fe cristiana.
Una tradició tardana, del segle vii, el vol nascut a Mazzara (Sicília), fill del noble Hilas, on va ser educat per Crescència i Modest (també venerats com a sants, foren eliminats del Martirologi romà de 1969, ja que es considera que són personatges ficticis), que el van batejar d'amagat de son pare. Guiu tenia només set anys (en algunes versions en té dotze). Després de fer miracles, va ser empresonat pel governador Valerià. Alliberat per un àngel, va marxar a Lucània, on va continuar, amb Crescència i Modest, la seva predicació. La seva fama va créixer i l'emperador Dioclecià li va demanar que alliberés un dels seus fills del dimoni (potser era un malalt d'epilèpsia). Un cop el va guarir, però, Dioclecià el va fer empresonar i torturar. Novament alliberat per l'àngel, va fugir, però va ser mort, vora el riu Sele, amb Modest i Crescència, l'any 303. Una matrona pietosa, Florència, va sebollir els tres cossos en un lloc anomenat Marianus.

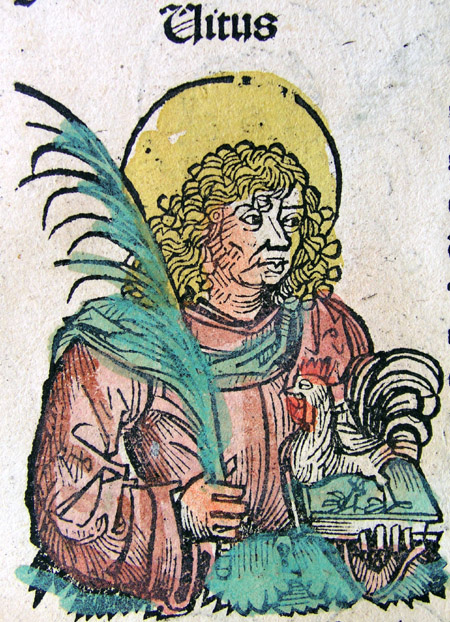
Gravat xilogràfic a la Crònica de Nuremberg (1493)
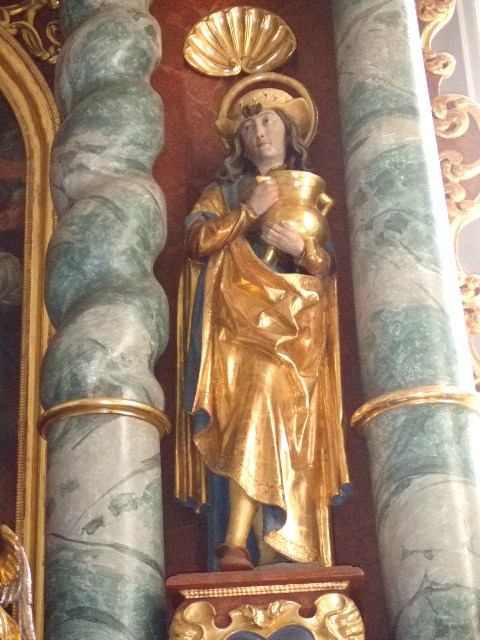
Talla, s. XVI (Oberthingau, església de Sant Esteve)
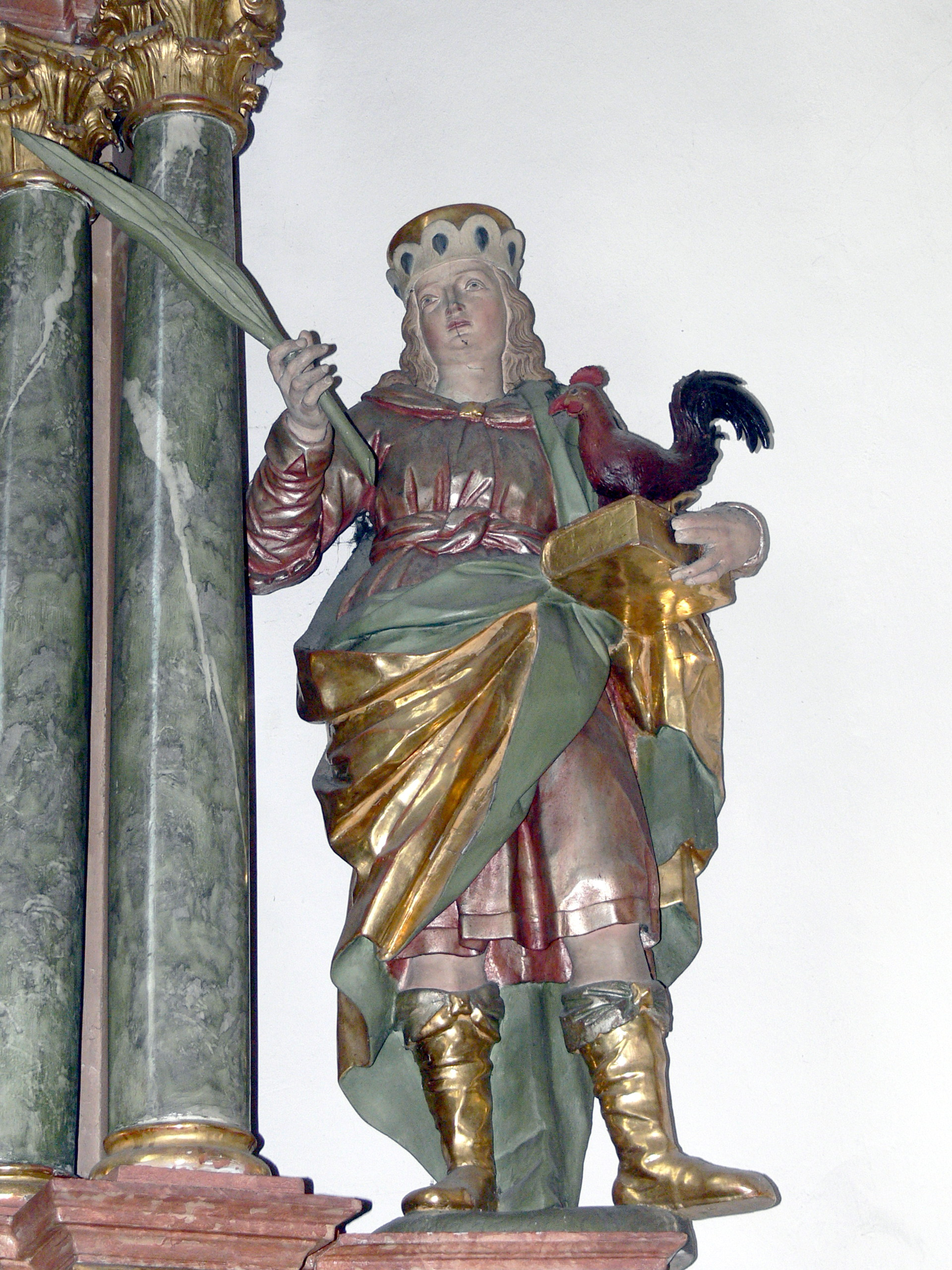
Talla de Johann Worath, 1650 (Ulrichsberg)
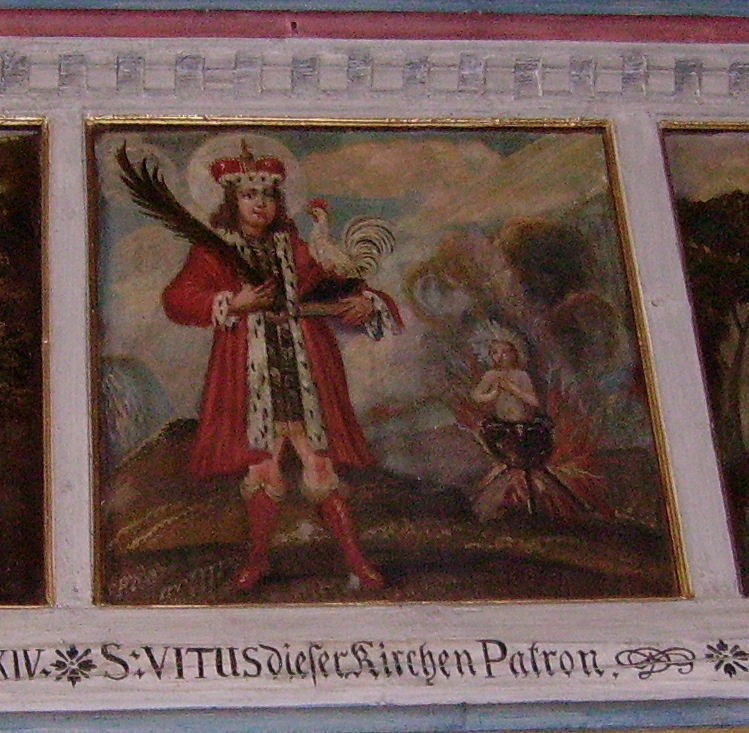
Pintura del s. XV (Heiligenstadt, Francònia)

## Veneració
Aviat va ser venerat com a sant per l'Església Catòlica, tenint també molta devoció a les esglésies ortodoxes, especialment la sèrbia i la búlgara. La seva festivitat és el 15 de juny, corresponent al 28 de juny del calendari gregorià.
És un sant molt popular arreu d'Europa, on el seu nom és molt comú i té variants: Guy (francès), Guiu (català), Vito (itàlia i castellà, i versió alternativa en català), Guido (italià), Vid (llengües eslaves meridionals), Vith, Vít (txec), Veit (alemany), Wit (polonès), Wyatt (anglès)...

### Llegendes
A Regalbuto (Sicília) va trobar uns pastors que ploraven per un nen que uns gossos havien matat: el sant, cridant els gossos, va fer que li tornessin les parts que li havien arrencat i va posar-les al seu lloc, tornant el nen a la vida. En un dels martiris a què fou sotmès, va ser lliurat a un estol de gossos rabiosos i famolenc, per tal que el matessin: els gossos no li van fer cap mal i, amansits, van quedar-se amb el sant, protegint-lo dels seus torturadors. Per aquesta raó, a Itàlia, França i Espanya, l'atribut iconogràfic més habitual de Sant Guiu són els gossos que l'acompanyen.
Als països germànics i eslaus és més comú representar-lo amb una caldera a la mà o dintre d'ella, al foc, en record d'un altre dels martiris, que va consistir a introduir-lo en una caldera d'oli bullent, de la qual va sortir sense patir cap mal.Abans, com a part d'un ritual per evitar els suposats poders de fetiller de Guiu, van ficar un gall a la caldera: per això, el gall, sovint sobre un llibre, és un altre dels atributs del sant i, a partir d'aquí, el sant era invocat per no quedar-se adormit.
Arran de les tortures que va patir, van quedar-li com a seqüeles convulsions; per això, el sant era invocat com a protector contra malalties on aquestes n'eren un símptoma, com l'epilèpsia o la corea de Huntington i la corea de Sydenham, anomenada popularment ball de Sant Vito o mal de Sant Víctor.

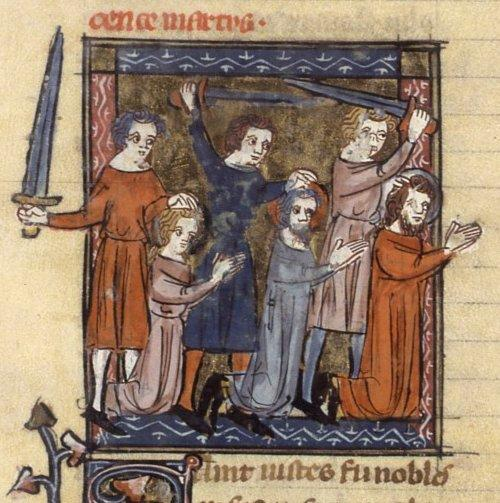
Martiri dels sants Guiu, Modest i Crescència, a un manuscrit francès del s. XIV
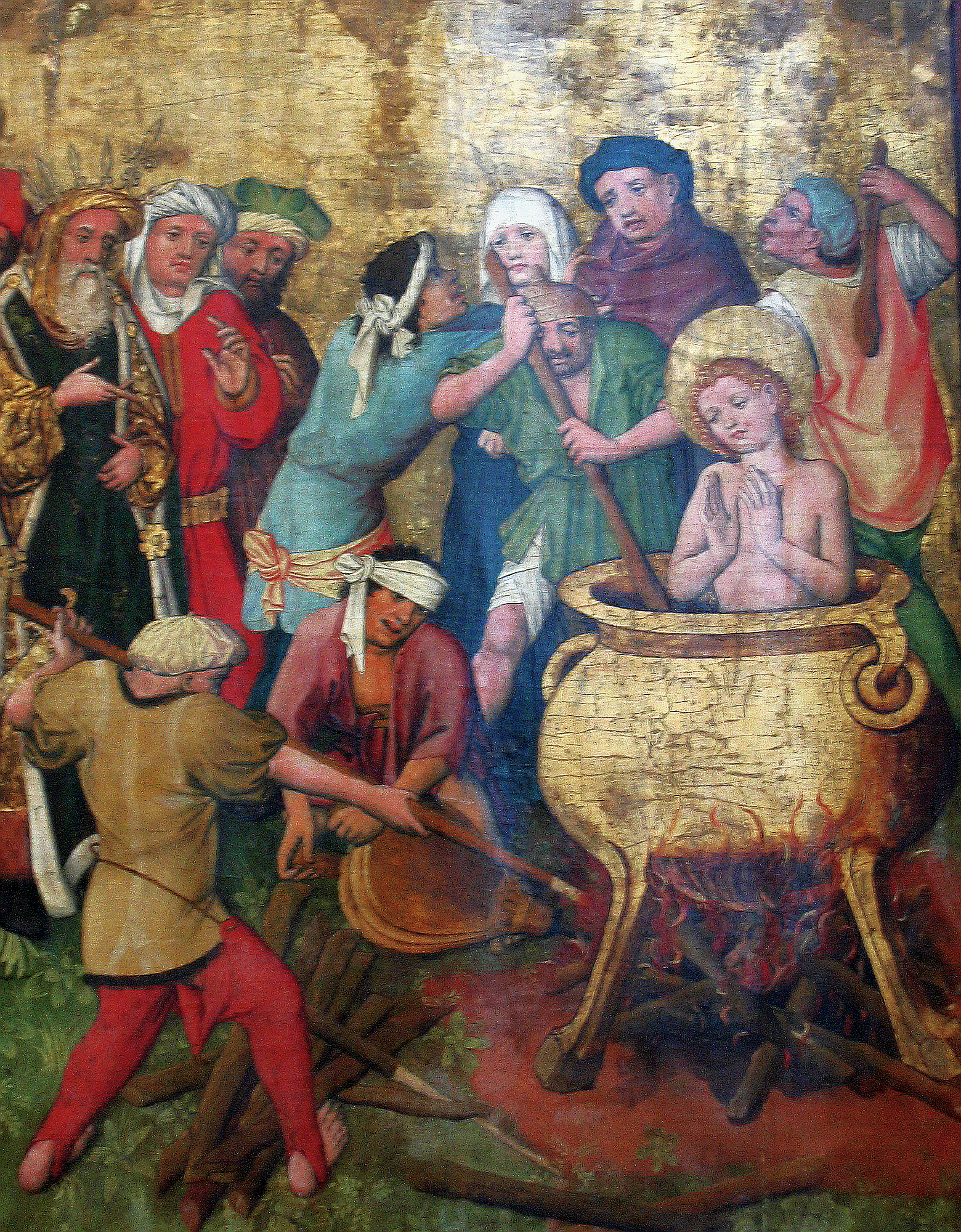
Martiri, ca. 1450 (Museu Nacional de Varsòvia)
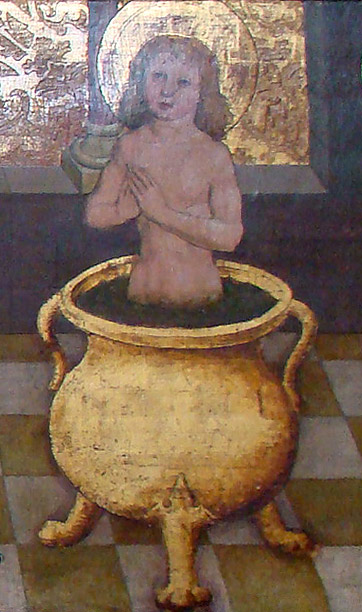
Martiri, ca. 1515 (Flein (Alemanya), església de St. Veit)
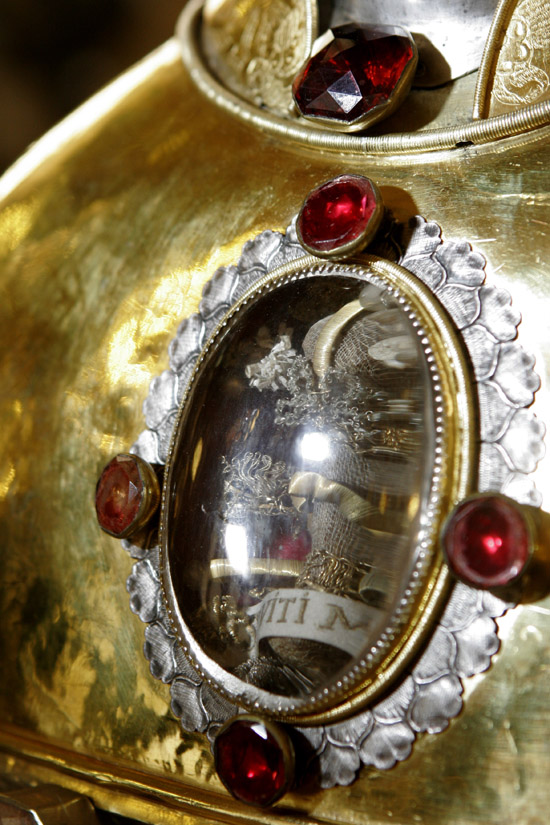
Reliquiari de Sant Guiu a la Catedral de Praga

### Relíquies
A Marigliano (província de Nàpols), identificada amb l'antic Marianus, hi ha un convent franciscà on es guarda la tomba del màrtir amb una làpida de marbre amb la inscripció: "Hic Vito martiri sepultura traditur". Al costat hi ha l'església de Sant Guiu, construïda sobre una basílica martirial antiga.
Algunes relíquies (que el poble considera que és l'autèntic cos del sant) se'n conserven a la Col·legiata de Sant'Ambrogio d'Omegna, dintre d'un cos de cera en una urna de vidre que es treu en processó l'últim dissabte d'agost (dia que arribaren les relíquies a la ciutat). També hi ha un altre "cos sant" a Marola (La Spezia); en els dos casos deuen tractar-se de cossos provinents de les catacumbes romanes.
En 756 van portar-se'n algunes relíquies al monestir de Saint-Denis, d'on una part va passar a l'abadia alemanya de Corvey en 836. D'aquí, el culte a Guiu es va estendre ràpidament per Westfàlia i el nord i est d'Alemanya. El 925, Enric I d'Alemanya va donar uns ossos de la mà del sant al duc Venceslau I de Bohèmia, que les va dipositar a la catedral de Praga, que va prendre el nom de Catedral de Sant Vit. Des de llavors, la veneració a Sant Guiu s'estengué pels països eslaus, on el seu nom (Sveti Vid = Sant Vit) va reemplaçar el de l'antic déu eslau de la llum Svantovid.

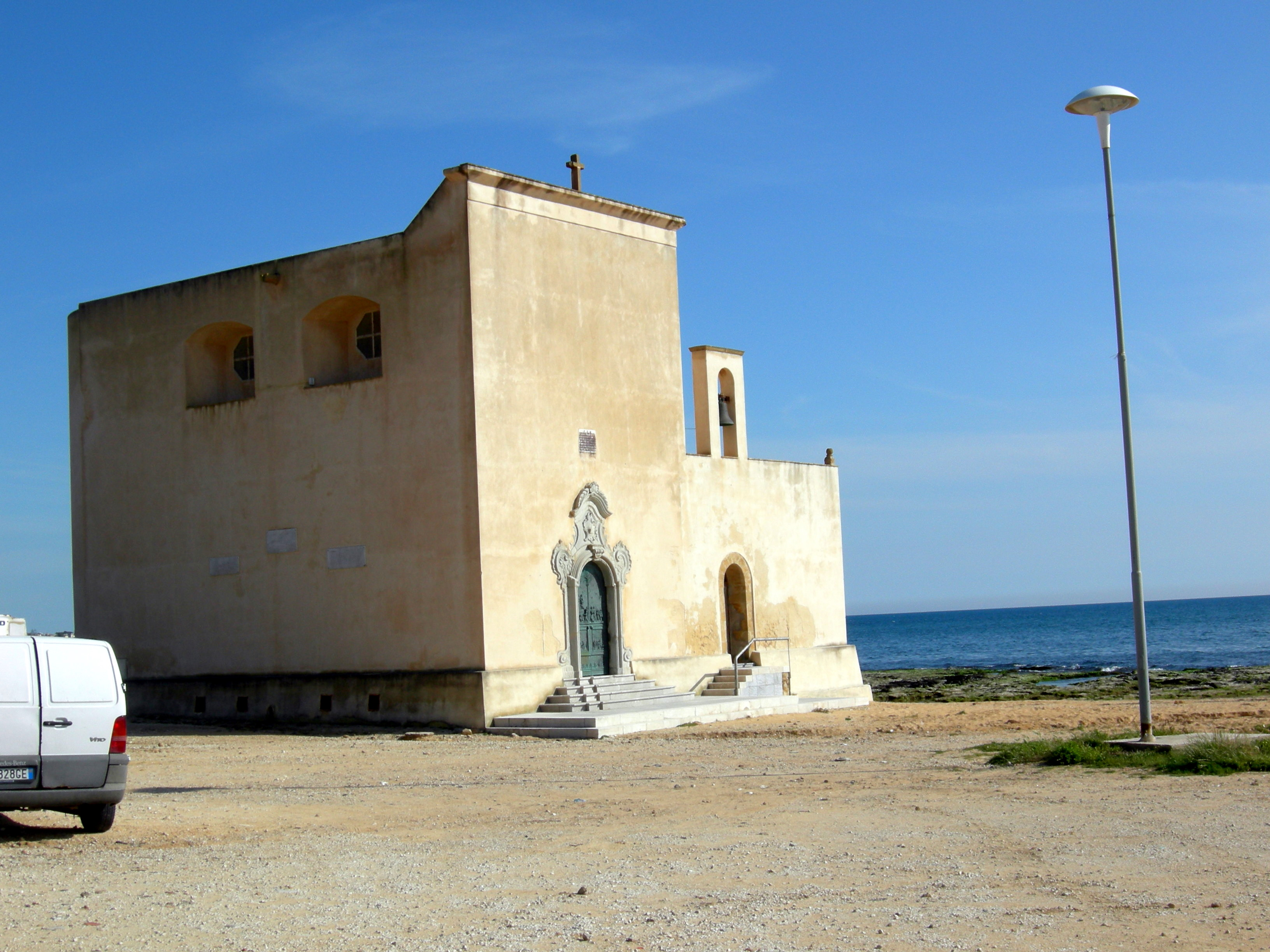
San Vito a Mare, a Mazara, lloc on Guiu va embarcar per marxar de Sicília
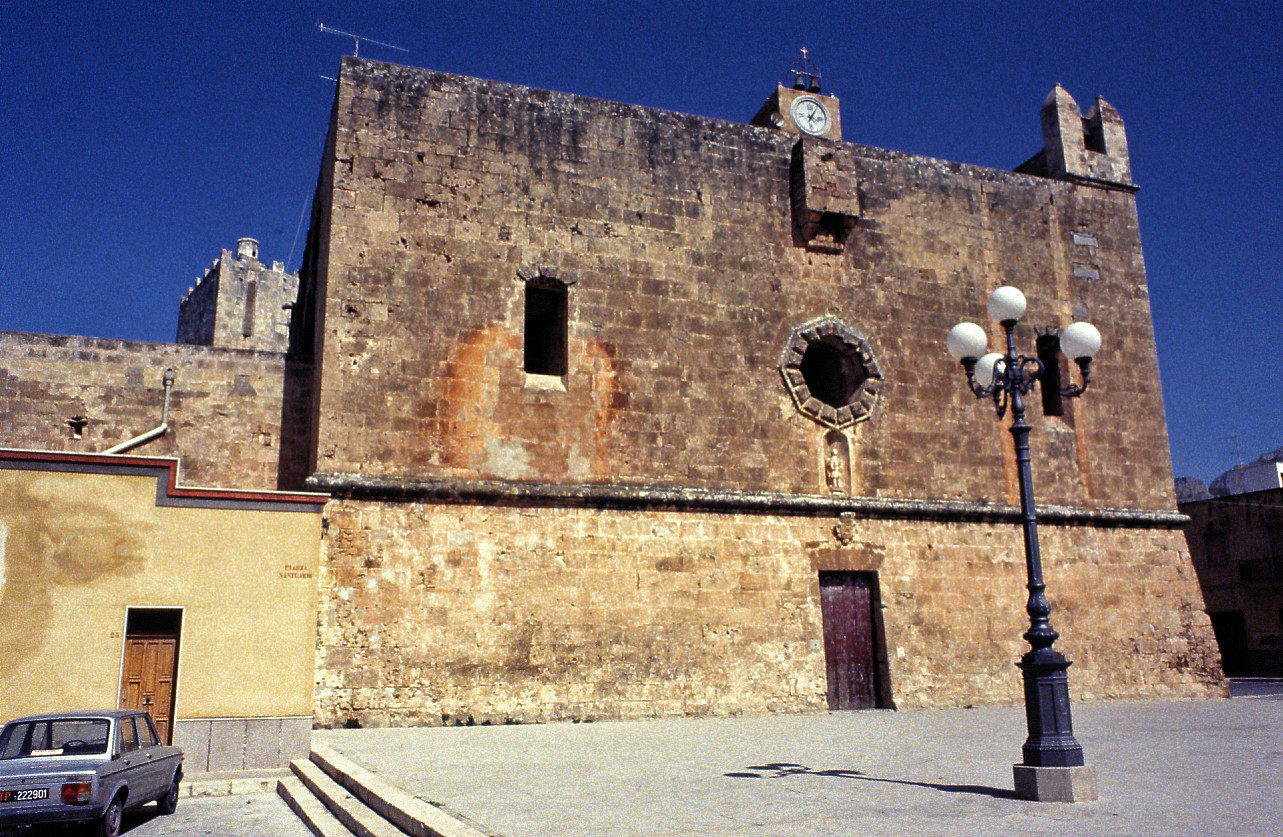
Santuari de San Vito lo Capo (Tràpani, Sicília), on la llegenda diu que el sant va desembarcar en fugir de Mazara
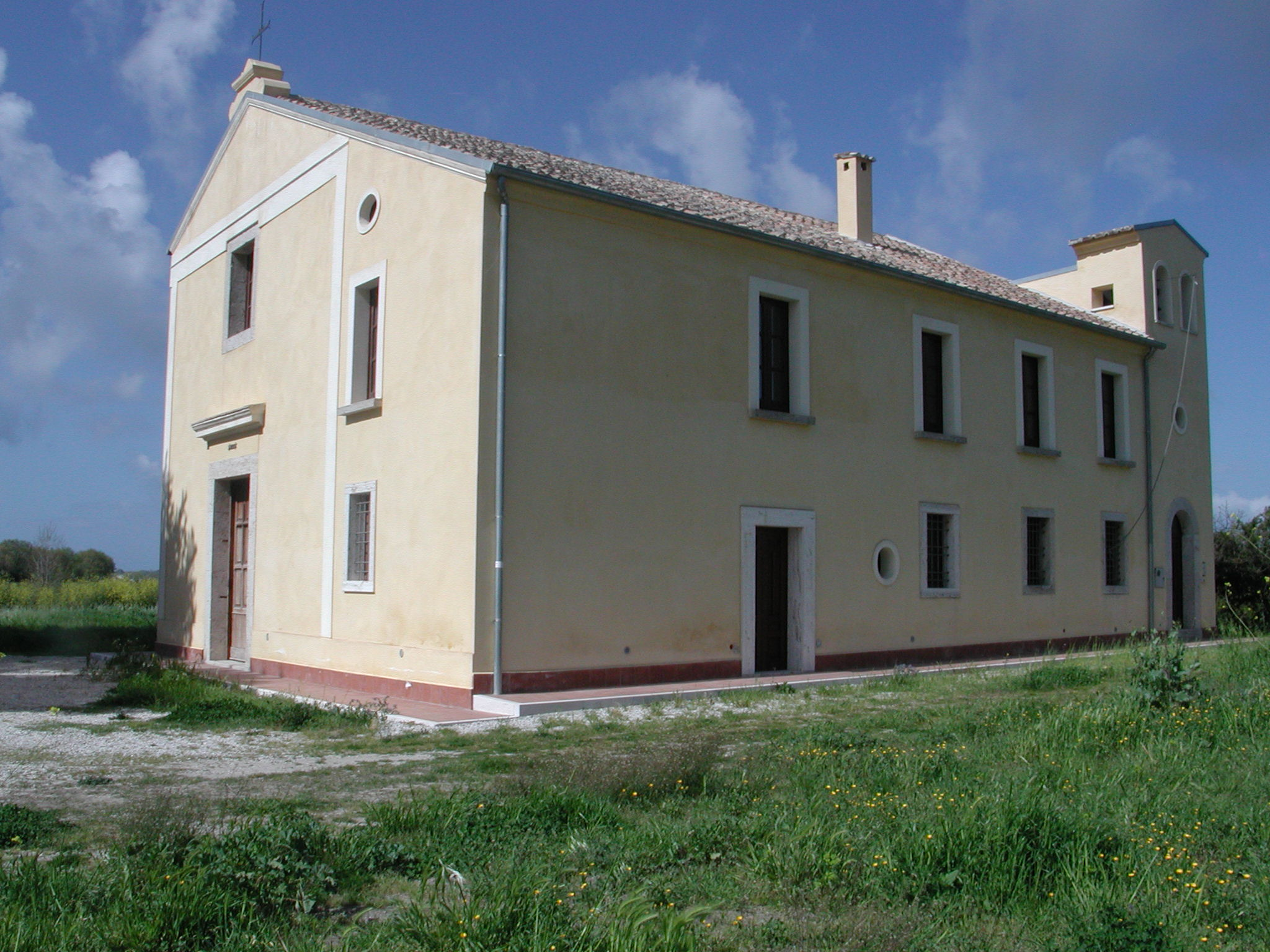
San Vito al Sele, església edificada al lloc del martiri
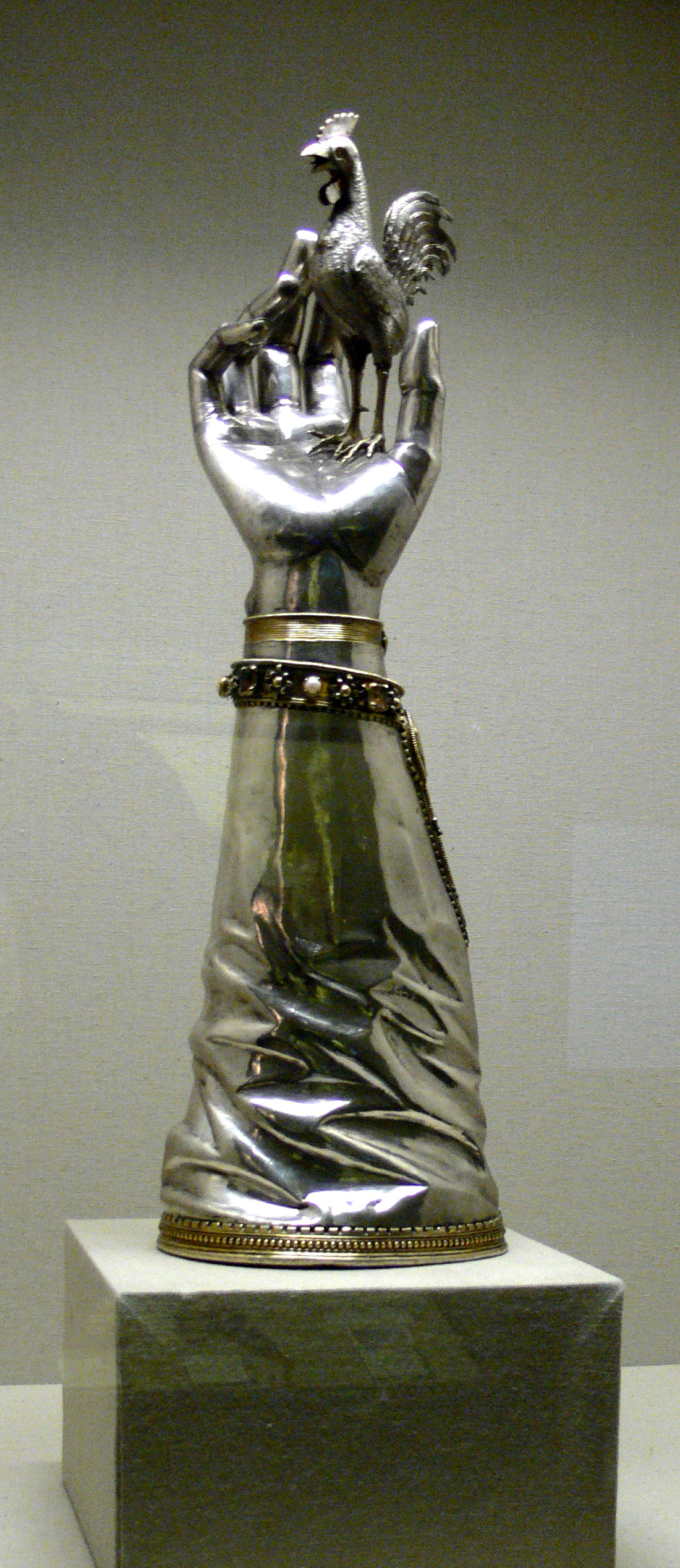
Reliquiari a la Catedral de Bamberg, s. XV